# Metaxades
Metaxades  este un sat grecesc din prefectura Evros.